# Стадион Атанасио Хирардот
Стадион Атанасио Хирардот (шп. Unidad Deportiva Atanasio Girardot) је спортски комлекс у граду Медељин у Колмбији. Спортски комплекс се састоји од стадиона Атанасио Хирардот, спортског колосеума Медељин, стадиона Луис Алберто Виљегас и стадиона Алфонсо Халвис Дуке.
Стадион Атанасио Гирардот по капацитету је трећи у Колумбији након стадиона Депортиво Кали и стадиона Метрополитен Баранкиља.
Овај стадион је највећи у читавој регији, а други у Колумбији, где клубови Атлетико Насионал и Индепендиенте Медељин наступају као домаћини у првој лиги колумбијског професионалног фудбала. Понекад своје утакмице првенства игра и локални фудбалски клуб Енвигадо.
Ова спортска арена била је место одржавања Светског првенства у фудбалу за играче до 20 година 2011. године, као и место отварања ИКС јужноамеричких игара у Медељину 2010. године.
Колумбијска репрезентација играла је у јужноамеричким квалификационим утакмицама за Светско првенство у Јужној Африци 2010. 